# Iguanacolossus
Iguanacolossus (лат.) — род растительноядных птицетазовых динозавров, занимающий базальное положение в кладе Styracosterna. Включает единственный вид — Iguanacolossus fortis — живший во времена раннемеловой эпохи (145—132,9 млн лет назад) на территории Северной Америки.
Известен по голотипу UMNH VP 20205, сочленённому неполному скелету одной особи, который был извлечён из нижних слоёв свиты Йеллоу-Кэт формации Сидар-Маунтин на территории округа Гранд, штат Юта. Род Iguanacolossus назвала и описала в 2010 году команда учёных под руководством Эндрю Макдональда, вместе с родом Hippodraco, окаменелости которого нашли в той же свите. Биномен Iguanacolossus fortis в переводе с латинского означает «игуана-колосс могучая».
Iguanacolossus — крупный и крепко сложенный игуанодонт с предполагаемой длиной тела 9 метров.

Iguanacolossus (зелёный) и другие представители палеофауны свиты Йеллоу-Кэт формации Сидар-Маунтин